# محرك خارجي

الأجزاء الأساسية لمحرك خارجي

المحرك الخارجي هو نظام دفع للقوارب، يتكون من مجموعة قائمة بذاتها تتضمن محركًا وعلبة تروس ومروحة أو محركًا نفاثًا، وهي مصممة ليتم تثبيتها على الجزء الخارجي من العارضة. إنها الطريقة الآلية المستخدمة على نطاق واسع لدفع الزوارق الصغيرة. لا يكتفي المحرك الخارجي بتوفير الدفع إنما أيضاً توفر المحركات الخارجية التحكم في التوجيه، حيث إنها مصممة للدوران حول حواملها وبالتالي التحكم في اتجاه الدفع. يعمل skeg أيضًا كدفة عندما لا يتوقف المحرك عن العمل. على عكس المحركات الداخلية، يمكن إزالة المحركات الخارجية بسهولة للتخزين أو الإصلاحات.

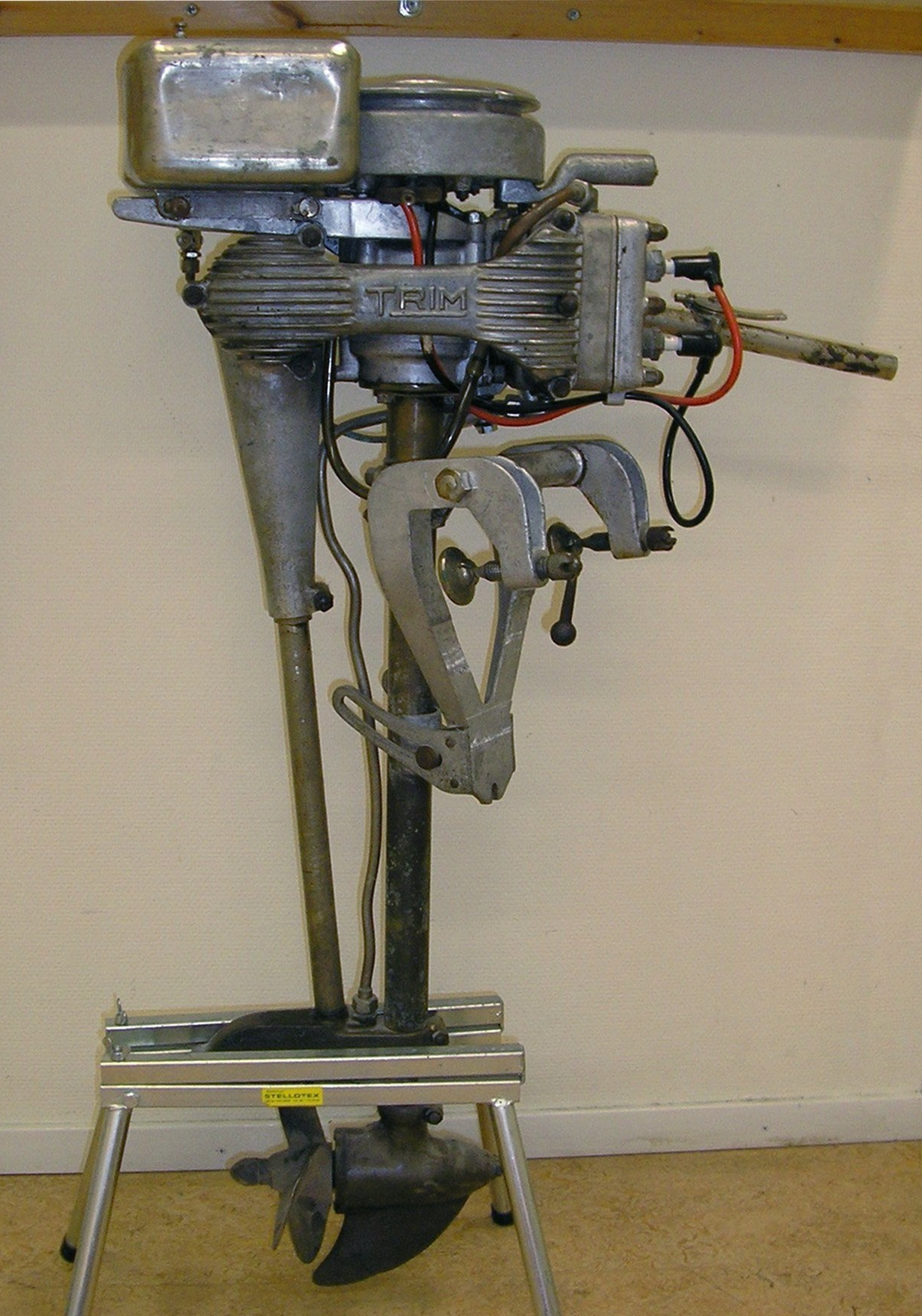
محرك حارجي ذو اسطوانتين بوليدر

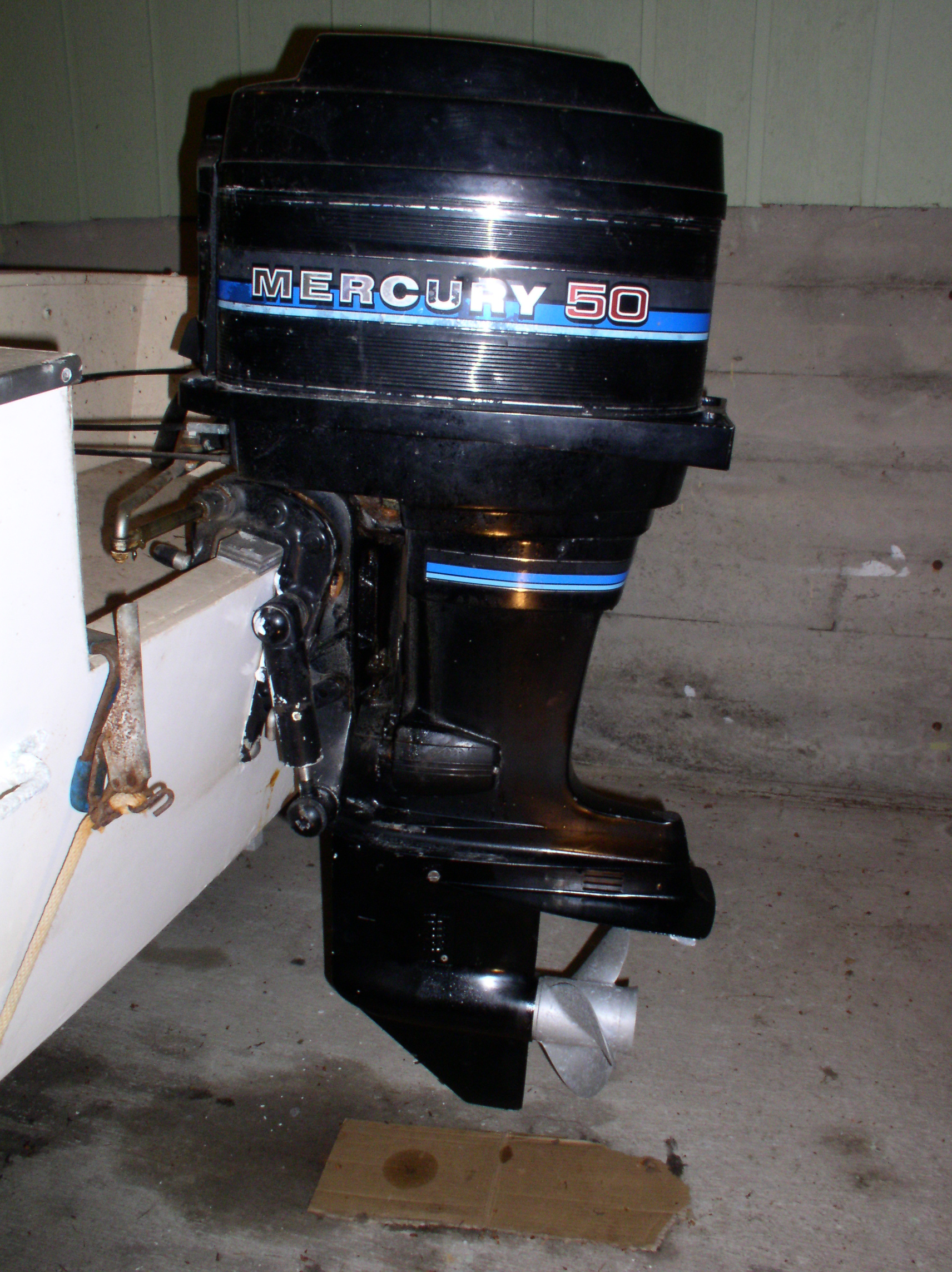
أ ميركوري مارين 50 محرك خارجي HP ، من الثمانينيات

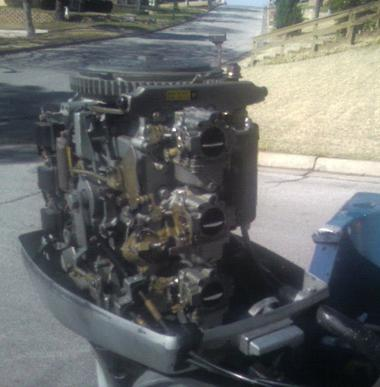
1979 Evinrude بقوة 70 حصانًا ، تمت إزالة القلنسوة وكاتم صوت الهواء ، مما يؤدي إلى كشف الوصلات المتقدمة / الصمام الخانق / والحدافة ، وثلاثة مكربنات

ومن أجل التخلص من فرص اصطدام المحرك الخارجي بالقاع، يمكن إزاحة المحرك إلى وضع أكثر ارتفاع إما إلكترونيًا أو يدويًا. ويساعد ذلك عند التنقل عبر المياه الضحلة حيث قد يكون هناك حطام يمكن أن يؤدي إلى تلف المحرك والمروحة. إذا كان المحرك الكهربائي المطلوب لتحريك المكابس التي ترفع أو تخفض المحرك معطلاً، فإن كل محرك خارجي مزود بإطلاق يدوي للمكبس والذي سيسمح للمشغل بخفض المحرك إلى أدنى مستوى له.

## استخدام عام

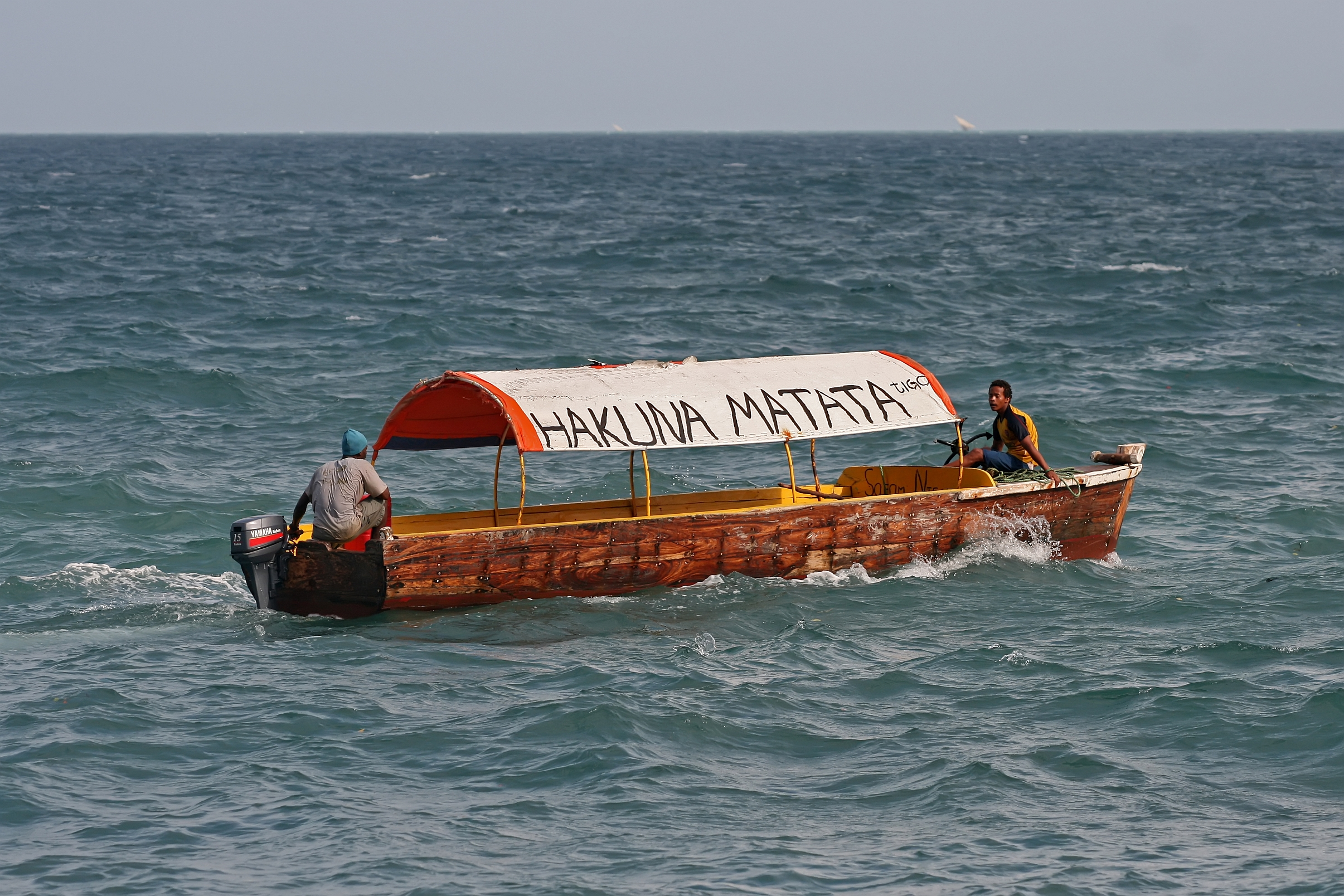
زورق بمحرك خارجي مثبة به

### محركات خارجية كبيرة
المحركات الخارجية الكبيرة المثبتة على العارضة باستخدام المشابك تكون إما محراثًا تبلغ قوته 100 حصان تقريبًا. بصورة عامة تصل قوته إلى 100 حصان زائد بعناصر تحكم في القيادة. تتراوح هذه النماذج من 2 و3 و4 أسطوانات التي تولد 15 إلى 135 حصانًا ملائماً لهياكل يصل طولها إلى 17 قدمًا (5.2 مترًا) إلى كتل أسطوانات قوية V6 وV8 مصنفة حتى 627 حصان (468 كيلو واط). بقوة كافية لاستخدامها في القوارب التي يبلغ طولها 37 قدمًا (11 مترًا) أو أكثر.

### المتنقل
إن المحركات الخارجية الصغيرة التي تصل قوتها إلى 15 حصانًا أو نحو ذلك، يمكن حملها بسهولة. حيث يتم تثبيتها على القارب عن طريق المشابك وبالتالي نقلها بسهولة من قارب إلى آخر. تستخدم هذه المحركات عادةً نظام بدء يدوي، مع أدوات تحكم في دواسة الوقود وذراع نقل السرعة مثبتة على جسم المحرك، وذراع المقود للتوجيه. يبلغ وزن أصغرها 12 كيلوجرامًا (26 رطلاً) ، وتحتوي على خزانات وقود متكاملة كما أنها توفر طاقة كافية لتحريك زورق صغير بحوالي 8 عقدة (15 كم / ساعة ؛ 9.2 ميل في الساعة) هذا النوع من المحركات عادة ما يتم استخدامه على النحو التالي :
- لتحريك المراكب الصغيرة مثل قوارب جون والقوارب والزوارق وما إلى ذلك.
- لتوفير الطاقة المساعدة للمراكب الشراعية.
- كما تستخدم للتصّيد على متن سفن أكبر، حيث أن الألواح الخارجية الصغيرة عادة ما تكون أكثر كفاءة في سرعة التصّيد. لهذا الغرض، يتم تثبيت المحرك بشكل متكرر على العارضة جنبًا إلى جنب مع الجزء الخارجي الأساسي وتوصيله لتمكين توجيه الدفة. بالإضافة إلى ذلك، فقد بادرت العديد من الشركات المصنعة للمحركات الصغيرة في تقديم بدائل مع وظائف ضبط / إمالة الطاقة وبدء التشغيل الكهربائي بحيث يمكن التحكم فيها بالكامل عن بُعد.

### المحركات الخارجية بالطاقة الكهربائية
اخترع مورتون راي أوف راي المحركات الكهربائية الخارجية لأول مرة في عام 1973، وحدات دفع مستقلة للقوارب. وهناك فرق بين محركات التصّيد والمحركات الكهرباية الخارجية، حيث لم يتم تصميمها كمصدر أساسي للطاقة. تحتوي معظم المحركات الخارجية الكهربائية على 0.5 إلى 4 كيلوواط من المحركات الكهربائية ذات التيار المباشر (DC) ، والتي تعمل من 12 إلى 60 فولت تيار مستمر. يتم تشغيل المحركات الخارجية المطورة حديثًا بتيار متناوب (AC) أو محرك كهربائي يعمل بالتيار المستمر في رأس الطاقة مثل محرك البنزين التقليدي. من خلال هذا الإعداد، يمكن للمحرك إنتاج 10 كيلوواط أو أكثر ويمكنه استبدال محرك البنزين بقوة 15 حصانًا أو أكثر. تبرز ميزة المحرك الحثي أو غير المتزامن في نقل الطاقة إلى الدوار بواسطة الحث الكهرومغناطيسي. نظرًا لأن هذه المحركات لا تستخدم مغناطيسات دامة، لذا فأنها تتطلب صيانة أقل وتنتج المزيد من عزم الدوران عند عدد دورات أقل في الدقيقة.

### مضخة النفث
إن الدفع بمضخة النفث هو خيار في معظم المحركات الخارجية. على الرغم من أنها أقل كفاءة من المروحة المفتوحة، إلا أنها مفيدة بشكل خاص في الاستعمالات التي تكون فيها القدرة على العمل في المياه الضحلة مهمة. كما أنها تعمل على تجنب مخاطر التمزق في المروحة المفتوحة.

### البروبان
توفر العديد من الشركات المصنعة محركات بروبان الخارجية. حيث تتمتع هذه المنتجات من محركات بروبان بالعديد من المزايا مثل انخفاض الانبعاثات، وخلوها من المشاكل المتعلقة بالإيثانول، وعدم الحاجة إلى الخنق بمجرد ضغط النظام. تعتبر Lehr أول شركة مصنعة تقدم محركًا خارجيًا يعمل بالبروبان إلى السوق بواسطة Popular Mechanics وإشهار القوارب الأخرى.

## تاريخ وتطور المحركات
كان أول محرك خارجي معروف عبارة عن وحدة كهربائية صغيرة بوزن 5 كيلوغرامات (11 رطلاً) تم تصميمها حوالي عام 1870 بواسطة Gustave Trouvé ، [] ونال على براءة اختراع في مايو 1880 (براءة اختراع رقم 136560). فيما بعد، تم إنتاج حوالي 25 محركاً خارجيًا يعمل بالبنزين في عام 1896 من قبل شركة أمريكان موتورز - ولكن لا يبدو أن أيًا من هاتين المجهودات الرائدين كان لهما تأثير كبير.
يبدو أن المحرك الخارجي للزوارق هو أول محرك خارجي يعمل بالبنزين معروض للبيع بكميات كبيرة. طوره كاميرون ووترمان ، وهو طالب هندسة ييل شاب، حيث تم تطويره من عام 1903 ، مع تقديم طلب براءة اختراع في عام 1905 بدءًا من عام 1906 ، واصلت الشركة عملها الآلاف من وحداته «بورتو موتور» [16] ، [17] مدعيا بيع 25000 بحلول عام 1914. كانت شركة القوارب الداخلية لشركة كايلي موتر دور فعال في صنع الأسطوانة والمحركات.
في وقت مبكر كان المحرك الخارجي الذي تم إنشاؤه من قبل المخترع النرويجي الأمريكي Ole Evinrude في عام 1909 أكثر نجاحا. بين عامي 1909 و1912 ، صنع Evinrude الآلاف من محركاته الخارجية حول العالم والتي تصل قوتها إلى 3 وحدات حصانيه. وتدعى شركته Evinrude Outboard Co. تم ادارتها إلى مالكي آخرين، واستمر في النجاح بعد بدء شركة ELTO لإنتاج محرك ثنائي الأسطوانات - ELTO كانت تعني الثنائي الخارجي الخفيف. كان في العشرينيات من القرن الماضي أبعد نقطة تصل إليها المحركات مع Evinrude وJohnson وELTO وAtwater Lockwood وعشرات من الشركات المصنعة الأخرى في هذا المجال.
ومن الناحية التاريخية، كانت غالبية المحركات الخارجية عبارة عن رؤوس طاقة ثنائية الأشواط مزودة بكاربوراتير عائد إلى البساطة المتأصلة في التصميم والموثوقية والتكلفة المنخفضة والوزن الخفيف. اما بالنسبة للعيوب فهي زيادة التلوث، نظراً للكم الكبير للبنزين والزيت غير المحترقين في عوادم المحركات، والضوضاء المرتفعة.

### المحركات الخارجية بأربعة أشواط
مع أنه تم بيع محركات خارجية ذات الاربع أشواط منذ أواخر عشرينيات القرن الماضي، لا سيما رونيس وشارلاند، في عام 1962 ، قدم هومليت محركًا خارجيًا رباعي الدورات قابل للتطبيق تجاريًا بقوة 55 حصانًا، استنادًا إلى محرك السيارة Crosley رباعي الأسطوانات. كان يسمى هذا Bearcat وتم شراؤه لاحقًا من قبل Fischer-Pierce ، صانعي Boston Whaler ، لاستخدامه في قواربهم نظرا لمزاياها في التجديف. في عام 1964 ، قدمت شركة هوندا موتور أول مصدر طاقة رباعي الأشواط. وفي عام 1984 ، عرف ياماها بأول مصدر طاقة رباعي الأشواط لهم. كانت هذه المحركات متوفرة فقط في أصغر مدى قوة حصان. في عام 1990 ، أصدرت هوندا نماذج رباعية الأشواط بقوة 35 حصان و45 حصان. استمروا جاهدين في تطوير محركات رباعية الأشواط طوال التسعينيات حيث أدت محركات انبعاثات العادم الأمريكية والأوروبية مثل CARB (مجلس موارد الهواء في كاليفورنيا) إلى انتشار المحركات الخارجية رباعية الأشواط. بادئ الأمر، استخدمت الشركات المصنعة في أمريكا الشمالية مثل Mercury وOMC تقنية المحرك من الشركات المصنعة اليابانية مثل Yamaha وسوزوكي حتى استطاعوا من تطوير محرك رباعي الأشواط خاص بهم. وللمحركات رباعية الأشواط مزايا متأصلة تتضمن: تقليل التلوث (خاصة النفط في الماء) ، وتقليل الضوضاء، الاقتصاد في استهلاك الوقود، وزيادة عزم الدوران المنخفض في الدقيقة.

طورت بعض الشركات والعلامات التجارية محركات جديدة رباعية الأشواط بعضها مكربن، وعادة ما تكون المحركات الأصغر مثل Mercury Marine وMercury Racing وNissan Marine وSuzuki Marine وTohatsu Outboards وYamaha Marine وChina Oshen-Hyfong Marine.
1. ↑  Wordford، Chris. "Outboard Motors". مؤرشف من الأصل في 2020-07-05. اطلع عليه بتاريخ 2012-02-09.
2. ↑  "Seven-Marine.com: "Seven Marine's 627 Horsepower V-8 Supercharged Outboard."". Retrieved 10 Oct 2019.
3. ↑  About Us | Ray Electric Outboards نسخة محفوظة 1 أكتوبر 2020 على موقع واي باك مشين.
4. ↑  "Is the Lehr Propane Outboard Engine Right for Your Boat?". ThoughtCo. Retrieved 2017-05-27.
5. ↑  Arndt, Rachel (1 October 2012). "The Top 10 Tech Breakthroughs of 2012: Lehr Propane-Powered Outboard Engine". popularmechanics.com. Retrieved 15 May 2020
6. ↑  Moore, Evin (16 April 2016). "Lehr: Runnin' Clean And Lean". nwyachting.com. Retrieved 15 May 2020.
7. ↑  Loibner, Dieter (17 June 2017). "LehrPropane outboards: Will they catch on?". soundingsonline.com. Retrieved 15 May 2020.
8. ↑  Plueddeman, Charles (3 May 2017). "The Outboard Expert: Tohatsu Propane Outboard Engine". boats.com. Retrieved 15 May 2020.
9. ↑  Olsson, Kent. "THE OUTBOARD MOTORS". Säffle Marinmotor Museum. Retrieved 14 February 2012.
10. ↑  Desmond, Kevin. "A Brief History of Electric Water Speed Records". electric record team. Archived from the original on 7 September 2008. Retrieved 14 February 2012.
11. ↑  "Kiekhaefer Will Fete Inventor of Outboard Motor", The Milwaukee Sentinel - Jan 16, 1955
12. ↑  "Cameron Beach Waterman | Family Tree Unknown". wikitree.com. Retrieved 17 September 2015
13. ↑  "BOAT-PROPELLING DEVICBOAT-PROPELLING DEVICE", US Patent 851,389
14. ↑  "The Original Outboard Motor", Bob Zipps, July 1988, The Antique Outboarder
15. ↑  "The History of Outboards", originally from: Bob Whittier, 1957, Yachting Magazine